# Allelengyon
L'allelengyon (in greco ἀλληλέγγυον?) era un'imposta istituita nel 1002 dall'imperatore bizantino Basilio II, che imponeva ai proprietari terrieri più ricchi di pagare i debiti fiscali dei loro vicini più poveri. Si basava su un concetto presente da tempo nel diritto ellenistico e bizantino, ma fu abolito da Romano III Argiro nel 1028.

## Contesto
Il termine allelengye (ἀλληλεγύη, "garanzia/assicurazione reciproca") è attestato per la prima volta nei papiri di Ossirinco e identifica una garanzia congiunta su un debito o su un'altra obbligazione fiscale. All'inizio dell'epoca bizantina (IV-VII secolo), era diventato un equivalente greco del termine latino fideiussio. Secondo una novella di Giustiniano I (r. 527-565), ne esistevano due tipi, uno a responsabilità limitata tra i cofideiussori e uno a responsabilità illimitata per tutte le responsabilità fiscali e legali che ne derivavano. Nell'uso dei testi del IX e X secolo, il suo significato si era leggermente spostato per sostituire il precedente termine epibola nel descrivere l'obbligo fiscale collettivo tra le comunità rurali, un principio fiscale ellenistico per un gettito rapido e costante: così nella legislazione di Niceforo I (r. 802-811) una comunità doveva coprire collettivamente tutti i suoi membri più poveri che erano al momento in servizio militare e non erano in grado di pagare, e la legislazione successiva estese questo obbligo a tutti i contadini che erano fuggiti dalla terra.

## Legge di Basilio II
Nel 1002, l'imperatore Basilio II (r. 976-1025) istituì l'allelengyon come legge specifica, che obbligava i proprietari terrieri più ricchi (i dynatoi) a coprire gli arretrati dei contribuenti più poveri. Le sue disposizioni esatte sono sconosciute, ma la legge si rivelò impopolare tra i ceti più ricchi della società. Le pressioni della Chiesa portarono alla sua cancellazione nel 1028, ad opera di Romano III Argiro (r. 1028-1034). Tuttavia, il termine compare nelle fonti fino alla fine del XII secolo, quando il futuro patriarca di Costantinopoli Nicola IV Muzalone accusò gli esattori delle tasse di applicare ancora l'allelengyon per estorcere le tasse ai contadini.